# REIT
REIT（リート、英: real estate investment trust）または不動産投資信託（ふどうさんとうししんたく）は、公衆から調達した資金を不動産投資する金融商品の一種。特に、日本の国内法に則った「日本版REIT」（または「J-REIT」）のことを単にREITという場合がある。
上場しているかどうかで以下のように分かれる。
- 上場REIT（public REIT） - 公募REITの一種。日本の上場REITをJ-REITと呼ぶ。
- 私募REIT（private REIT） - 非上場REITのこと。

## 概要
不動産への投資を行い、REITを発行するビークル（vehicle、投資組織）としては、信託が用いられる場合（いわゆる契約型）と法人が用いられる場合（いわゆる会社型）がある。いずれにせよ、そのようなビークルは、REITとして用いられることを担保するための一定の要件を充足することで、各国の税法上の特別措置として二重課税が排除される仕組みとなっているのが通常である（導管性）。二重課税を回避する方式としてはペイ・スルー課税方式のほか、発生する所得をそのまま構成員に渡すことで導管をそもそも課税対象とせず構成員課税のみを行うパス・スルー課税方式がある。REITは、米国のように当該ビークル自体が投資判断を行うものもあれば、日本（J-REIT）のように当該ビークル（投資法人）自身は投資判断を行わずに外部に委託するものもある。クローズドエンド型の投資信託であり、株式と同じように発行体に償還を求めることはできず、売却によってのみ換価が可能で、上場REITは、証券取引所に上場され、証券会社を通じて売買が可能である。REITの収益源はその大半が投資先不動産の賃料により、不動産賃料収入は一般的に安定しておりリスクが小さいとみなされている。そのため投資家のポートフォリオのリスク分散に貢献する新たな投資先（financial vehicle）として認識されつつある。

## 指標
REITについては、以下のような指標が用いられる。
利回りREITの分配金の投資口価格に対する割合。REITの割安度、割高度を計る目安としても利用されている。
NAV倍率REITが保有する物件等の資産から負債を差し引いたものをNAV（英: Net Asset Value、純資産価額）という。REITの投資口価格を1口当たりのNAVで割ったものを「NAV倍率」といい、REITの資産価値に対する投資口価格の割安度、割高度を計る目安として利用されている。事業会社における「株価純資産倍率」（PBR）とほぼ同様の意味を持つ。

## 日本

### 歴史
J-REITは2001年9月に2銘柄（日本ビルファンド投資法人、ジャパンリアルエステイト投資法人）の上場で始まった。2002年10月には6銘柄となり、2003年以降急激に上場が増え2007年10月には42銘柄に達した。
金融危機による金融市場・不動産市況の悪化により、2008年10月以降は上場廃止と合併が相次いだ。2008年10月にはニューシティ・レジデンス投資法人がJ-REIT初の破綻となった。なお、株式会社が破綻した場合は通常は投資家が損失を被るが、このJ-REITの破綻事例では残余財産が投資家の投資額を上回り、最終的な取引価格よりも上回る払い戻しがなされている。J-REITの資金繰り支援のため、2009年9月には不動産市場安定化ファンドが組成された。以降、2010年2月の東京グロースリート投資法人とエルシーピー投資法人の合併（インヴィンシブル投資法人）、2010年3月のアドバンス・レジデンス投資法人と日本レジデンシャル投資法人の合併など、合併再編が活発化した。2011年11月には34銘柄にまで減少した。
2012年6月以降は再び上場が相次ぐことで銘柄数が増加に転じ、2019年12月には64銘柄にまで増加した。2020年には、J-REIT初の敵対的買収により、スターアジア不動産投資法人がさくら総合リート投資法人を吸収合併するなどにより、2020年8月には62銘柄となっている。
投資物件については、当初オフィスビルが主体であったが次第に商業施設、住宅、物流施設、ホテル、ヘルスケア施設等へと多様化している。用途別保有額は2020年12月時点においても、オフィスが40.3%を占めており、物流18.2%、商業施設16.8%、住宅14.1%、ホテル8.0%、ヘルスケア1.3%となっている。また、J-REITの時価総額は2019年10月に17兆円に達しており、米国に次ぐ規模になっている。
また、J-REITと同じ投信法に基く、非上場の私募リートも、2010年11月に野村不動産プライベート投資法人が運用開始されて以降、設立が相次いでいる。私募リートはJ-REITと違い上場していないため、機関投資家向けの金融商品となっている。
なお、2015年4月30日には、東証にインフラファンド市場が創設された。インフラファンドは、投資対象を不動産ではなくインフラ施設（太陽光発電等）とする投資法人・投資信託である。

### 特徴
J-REITへの投資は、現物不動産への投資と比較すると、一般に、少額からの投資が可能であり、流動性も高く、管理の負担も小さい。実際の投資物件の選定や投資判断は、J-REIT投資法人から委託された運用会社が行なっている。投資法人は借入れによる調達が可能であり、借入金を併せて出資総額以上の金額を投じて資産を購入し運用している。投資法人は、投資家への分配金の原資としてインカムゲイン（賃料）だけでなく、キャピタルゲイン（売却益）も充てることができる。
なお、個人が受けた収益の分配金は税法上、配当所得であり、投資口を譲渡したことによる所得は上場株式等の譲渡所得である。
現在課題点として挙げられているのは、運営・設立母体が不動産事業をも併せて手掛けているケースが多いため、物件取得価格が妥当でなかったり（高すぎたり）、優良物件が母体企業によって囲い込まれ、REITには優良ではない物件が組み込まれる傾向が強いという、一種の利益相反が生じる恐れがあることである。実際、既に行政処分が下されたケースもある。主要なJ-REITは下記の通り母体企業からの物件取得が中心となっており、資産内容の第三者によるチェック機能の充実が急務と考えられている。また、REIT導入の目的を果たせていないなどの問題点も挙げられている（好況時ほど高値づかみをし不動産バブルを加速させ、不況時ほど物件取得を行わず底支えに貢献しない等）。

### 法的側面
J-REITは、投資信託及び投資法人に関する法律（以下「投信法」という）に基づいて組成される。J-REITの形態としては、法的には投資信託（いわゆる契約型）と投資法人（いわゆる会社型）の二つがあり得るが、実務上は後者の形態が採用されている。
J-REITはいわゆるペイ・スルー課税とされている。J-REITの配当可能利益の90%超を投資家に分配することと、決算期末において3人以下の投資家の取得が発行済み投資口の50%未満にとどまることを条件に、その分配に充てる所得の損金算入を認めるというものである（租税特別措置法67条の15）（導管性）。
主として関連する法令は以下のとおり。
- 投資信託及び投資法人に関する法律 - e-Gov法令検索
- 投資信託及び投資法人に関する法律施行令 - e-Gov法令検索
- 投資信託及び投資法人に関する法律施行規則 - e-Gov法令検索
- 租税特別措置法 - e-Gov法令検索

## 米国
REITは1960年にアメリカ合衆国で導入された。信託を導管（SPVと呼ばれる）として二重課税を回避する商品となっている。形式には契約型と会社型の2つがありうるが、多くは会社型で上場されている。株式会社の株式に相当する投資口を時価で市場で購入することができる。このほか社債の発行を行うこともある。このほか銀行など金融機関から融資を受けることもある。このようにして証券市場を通じて投資家から集めた資金と銀行など金融機関から借り入れた資金をオフィスビルを始めとする不動産に投資し、売買益や賃借料などの収益を投資口を購入した投資家に分配する形態をとる。投資物件はオフィスビル、小売店舗がそれぞれ4分の1程度を占めるほか医療施設・病院やリゾート施設等もそれぞれ5%程度を占めるなど多様である。REITの対象不動産に関する収益の確保、運営、管理、改修・模様替工事等の統括的なマネジメントを具体的に行っているのがビルマネジメント（ビルマネ）事業、またはプロパティマネジメント（PM）事業であり、REITの将来的な価値を評価する上で重要である。
米国では内国歳入法典856条以下の規定により課税所得の90%以上を投資家に分配する等の適格要件を満たせばREIT段階での連邦法人税が課せられず、投資家段階のみの課税で済む（法人としての利益課税と利益の配当を受け取った者に対する課税との二重課税が避けられる）とされている。あたかも投資家が直接に投資額に応じて投資対象物件を保有したのと同一の経済的なメリットが受けられるとされている。

## オーストラリア
オーストラリアでは、初のREITが1971年に上場した。「A-REIT」と呼ばれ、オーストラリア証券取引所に上場するREITの時価総額規模は、米国、日本に次いで世界第3位である。
形態としては、不動産のみを保有する外部運用型の信託と、REITと運用会社の株を一体化した実質的内部運用型のステープル証券があるが、後者の方が多数派である。
なお、かつては日本の不動産を投資対象としたルビコン・ジャパン・トラストやアストロ・ジャパン・プロパティ・トラスト（旧バブコック･アンド･ブラウン･ジャパン･プロパティ･トラスト）などが上場していた。

## シンガポール
シンガポールのREITは「S-REIT」と呼ばれ、2002年に最初の銘柄がシンガポール証券取引所に上場して以来、その後は約40銘柄が上場しており、時価総額は米、日、豪、英に次ぐ世界第5位の規模である。
海外の不動産を組み入れた銘柄が多く、日本の不動産を組み入れた銘柄も複数存在している。2021年11月には大和ハウス工業がダイワハウス・ロジスティクス・トラスト（Daiwa House Logistics Trust）を上場させ、S-REITとして初の日本企業を単独スポンサーとする事例となった。2025年7月14日には、NTTデータグループによるデータセンターに特化したNTT DC REITが上場した。

## 関連事項
- RIC
- FASIT
- REMIC 不動産担保証券を組成する特別目的事業体
- 不動産証券化
- ビルマネジメント
- プロパティマネジメント
- アセットマネジメント
- ファシリティマネジメント